# Río Stikine
El río Stikine, antiguamente conocido como río Stickeen, es un río de 610 km de longitud que discurre por el noroeste de la Columbia Británica en Canadá y el sureste de Alaska, en los Estados Unidos.
Considerado uno de los últimos ríos realmente salvajes en la Columbia Británica, drena un área prístina y escarpada al este de las Coast Mountains, con un curso rápido a través de montañas en desfiladeros profundos erosionados por glaciares para desembocar en un estuario en el archipiélago Alexander. El nombre del río proviene de los tlingit, que lo llamaban Shtax' Héen, que significa «el río nublado» (por el fluido seminal en el río en la época de desove de los salmones), o también «aguas amargas» (por los estuarios de marea en su desembocadura). Su cuenca hidrográfica cubre aproximadamente 52.000 km². El Gran Cañón del Stikine fue comparado por el naturalista John Muir con el parque nacional de Yosemite.

## Descripción
El río Stikine nace en la meseta Spatsizi de los montes Stikine, al norte de la Columbia Británica, y discurre en un extenso arco por las montañas en dirección de norte a oeste a sudoeste, pasando la ciudad de Telegraph Creek. Pasa a través de un desfiladero con una profunda caída en los montes Boundary a lo largo de la frontera Canadá-Estados Unidos y por encima del espectacular Gran Cañón del Stikine de 100 km de longitud y 300 m de profundidad. Entra brevemente en el sudeste de Alaska en sus últimos 64 km para formar un delta frente la isla de Mitkof, aproximadamente 40 km al norte de la ciudad de Wrangell en la confluencia de los estrechos de Frederick y Sumner. Esta última parte estadounidense forma parte del bosque nacional Tongass.
El río destaca por sus prolíficas zonas de salmón a pesar de la fuerte reducción a causa de las trampas de peces comerciales durante principios del siglo XX. La fuerza de la corriente en el Gran Cañón del río limita las subidas del salmón al tercio inferior del río.

### Afluentes
Los principales afluentes del Stikine son, en orden ascendente desde su estuario:
- Río Iskut (izq.), con el Little Iskut (de 190 km de longitud y una cuenca de 9400 km²);
- Río Scud (izq.);
- Río Choquette;
- Río Porcupine (izq.);
- Río Chutine (dcha.) (90 km);
- Río Tahltan (dcha.), con el Little Tahltan;
- Río Tuya (dcha.), con el Little Tuya (de 170 km y una cuenca de 3550 km²);
- Río Klastline (izq.);
- Río Tanzilla (dcha.);
- Río Klappan (izq.) (de 140 km y una cuenca de 3548 km²);
- Río McBride (dcha.);
- Río Pitman (dcha.) (de 77 km y una cuenca de 2730 km²);
- Río Spatsizi (izq.) (de 110 km y una cuenca de 3400 km²);
- Río Chukachida (dcha.);
- Río Duti

## Historia

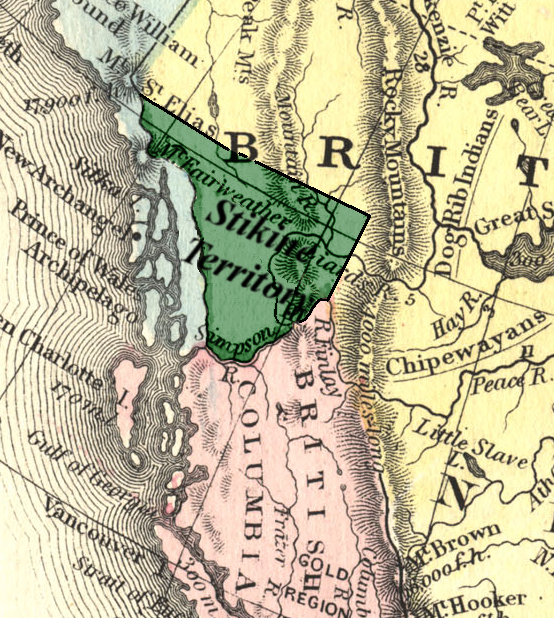
Mapa del antiguo territorio del Stikine, al que daba nombre el río.

El río es navegable hasta aproximadamente 210 km aguas arriba de su desembocadura. Fue utilizado por los tlingit de la costa como una ruta de transporte a la región interior. El primer europeo en reconocer el río fue Samuel Black, que exploró sus fuentes durante su expedición al río Finlay en 1824, y fue posteriormente explorado más detenidamente en 1838 por Robert Campbell, enviado por la Compañía de la Bahía de Hudson para abrir una comunicación con sus puestos y el transporte marítimo desde la costa al río Mackenzie. En 1879 el tercio inferior fue recorrido por John Muir, que lo llamó «Un Yosemite de 160 kilómetros de longitud». Muir registró más de 300 glaciares a lo largo del tortuoso curso del río.
En 1897-1898 sirvió como una de las principales rutas de la «fiebre del oro» del Klondike en el territorio de Yukón. El río sirve en la actualidad como principal ruta a la región minera de Cassiar, al norte de la Columbia Británica. El primer puente fue construido a través del río en la década de 1970 como parte de la autopista Stewart-Cassiar. En 1980, una de las principales compañía de suministro de energía eléctrica de Canadá, BC Hydro, inició un estudio sobre la viabilidad de construir un proyecto de cinco presas en el Gran Cañón, sin embargo el plan contó rápidamente con la oposición de los grupos ecologistas y con una larga lucha por la suerte del río. La desembocadura del río en Alaska proporciona un hábitat para las aves migratorias y está protegida como parte de la zona de vida silvestre Stikine LeConte.
La desembocadura del río se encuentra actualmente en Alaska, pero en el momento de la revisión divisoria en 1901-1903 formaba parte de la frontera; la parte inferior del río se ha rellenado desde entonces por la agradación. Según los términos del tratado, por el anterior uso por la minería y el tráfico comercial en el Stikine, el tráfico marítimo canadiense técnicamente tiene derecho a la navegación por este río desde el mar, independientemente de los controles fronterizos estadounidenses, pero esto ya no tiene efectos prácticos por el desuso y debido a la nueva situación de la desembocadura del río.
El río dio nombre a un territorio en el siglo XIX (Territorio de Stikine) y a una región (Stikine Country). Actualmente lo hace también a la «Stikine Region», una administración cuasi-municipal.